# Kvarnsjön (Hammars socken, Närke, 651960-144334)
Kvarnsjön är en sjö i Askersunds kommun i Närke och ingår i Motala ströms huvudavrinningsområde.